# Zygonemertes algensis
Zygonemertes algensis är en djurart som tillhör fylumet slemmaskar, och som först beskrevs av Heinrich Bürger 1895.  Zygonemertes algensis ingår i släktet Zygonemertes och familjen Amphiporidae. Inga underarter finns listade i Catalogue of Life.